# Louvrska piramida
Louvrska piramida (Pyramide du Louvre) je velika konstrukcija iz stekla in kovine, ki jo je zasnoval kitajsko-ameriški arhitekt Ieoh Ming Pej. Piramida je na glavnem dvorišču (Cour Napoléon) Louvrske palače v Parizu, obdana s tremi manjšimi piramidami. Velika piramida služi kot glavni vhod v muzej Louvre. Dokončana leta 1988 kot del širšega projekta Grand Louvre  je postala znamenitost mesta Pariz.

## Načrtovanje in gradnja
Projekt Grand Louvre je leta 1981 napovedal François Mitterrand, takratni predsednik Francije. Leta 1983 je bil za arhitekta izbran kitajsko-ameriški arhitekt I. M. Pei. Piramidno strukturo je prvotno zasnoval Pei konec leta 1983 in jo predstavil javnosti v začetku leta 1984. Zgrajena je v celoti iz steklenih segmentov in kovinskih palic, doseže višino 21,6 metrov. Njena kvadratna osnova ima stranico 34 metrov in osnovno površino 1000 kvadratnih metrov. Sestavljena je iz 603 steklenih segmentov v obliki romba in 70 trikotnih segmentov.
Piramidno strukturo sta zasnovala Nicolet Chartrand Knoll Ltd. iz Montreala (struktura piramide / svetovalec za načrtovanje) in Rice Francis Ritchie iz Pariza (struktura piramide / faza gradnje).
Piramida in podzemno preddverje pod njo sta bila ustvarjena zaradi pomanjkljivosti prejšnje postavitve Louvra, ki ni več zdržala vsakodnevnega naraščajočega števila obiskovalcev. Obiskovalci, ki vstopajo skozi piramido, se spustijo v prostorno preddverje in se nato povzpnejo. v glavne zgradbe Louvra.
Za zgodovinarja oblikovanja Marka Pimlotta: »Načrt I. M. Peija učinkovito razporedi ljudi iz osrednjega zbirališča na nešteto destinacij znotraj svoje ogromne podzemne mreže ... arhitekturni okvir v velikanskem obsegu spominja na starodavni atrij pompejske vile; obravnava odprtine zgoraj, s svojo risbo inženirskih odlitkov in kablov, spominja na atrije poslovnih stavb podjetij; živahno gibanje ljudi iz vseh smeri nakazuje množice železniških postaj ali mednarodnih letališč«.
Več drugih muzejev in trgovskih središč je posnemalo ta koncept, predvsem Muzej znanosti in industrije v Chicagu in Pioneer Place v Portlandu, ki ju je zasnovala Kathie Stone Milano z ELS/Elbasani in Loganom, arhitekti iz Berkeleyja v Kaliforniji. Delfinski center s podobno piramido je aprila 1982 odprl princ Richard, vojvoda Gloucestrski. Gradbena dela na bazi piramide in podzemnem preddverju je izvedlo gradbeno podjetje Vinci.
- Dvorišče muzeja Louvre ponoči.

### Estetska in politična razprava o njegovem oblikovanju
Gradnja piramide je sprožila dolgoletno živahno estetsko in politično razpravo. Kritike so se večinoma nanašale na štiri področja:
1. Modernistični slog stavbe ni v skladu s klasičnim francoskim renesančnim slogom in zgodovino Louvra
2. Piramida je neprimeren simbol smrti iz starega Egipta
3. Projekt je megalomanska neumnost, ki jo je vsilil takratni predsednik François Mitterrand
4. Kitajsko-ameriški arhitekt I. M. Pei je bil premalo seznanjen s kulturo Francije, da bi mu bila zaupana naloga posodobitve dragocene pariške znamenitosti.[9]

Tisti, ki so kritizirali estetiko, so rekli, da je »svetoskrunstvo« posegati v veličastno staro francosko renesančno arhitekturo Louvra, in piramido označili za anahronističen vdor egipčanskega simbola smrti sredi Pariza. Medtem so politični kritiki zgradbo imenovali piramida faraona Françoisa. Alexander Cockburn je v časopisu The Nation zasmehoval Peijevo utemeljitev, da bi stavba pomagala obiskovalcem najti vhod: »Pei je v resnici mislil, da v našem odvijanju fin de siècla javne ustanove potrebujejo območje (...), kjer se lahko zbirajo bogati ljudje za koktajle, bankete in sorodne prireditve, ki jim je pritrjena beseda 'dobrodelnost', da bi zadovoljili organe, kot je davčna uprava.« Nekateri še vedno menijo, da modernizem zgradbe ni na mestu.

## Število stekel
Piramida ima skupno 673 stekel, kot je potrdil Louvre, 603 rombov in 70 trikotnikov. Tri stranice imajo po 171 šip: 18 trikotnih na robovih in 153 rombastih, razporejenih v trikotnik; četrta stran, z vhodom, ima 9 manj rombastih in 2 manj trikotna, kar daje 160.  Nekateri komentatorji poročajo, da jih je Peijeva pisarna naštela 689.
Vendar pa dolgotrajne govorice trdijo, da piramida vključuje natančno 666 oken, "število zveri", ki se pogosto povezuje s Satanom. Zgodba o 666 steklih izvira iz 1980-ih, ko je uradna brošura, izdana med gradnjo, to številko navedla dvakrat. Številka 666 je bila omenjena tudi v različnih časopisih. En pisec o ezoterični arhitekturi je trdil, da je »piramida posvečena moči, opisani kot Zver v knjigi Razodetja... Celotna struktura temelji na številu 6«.
Mit se je znova pojavil leta 2003, ko je protagonist uspešnice Da Vincijeva šifra rekel: »Ta piramida je bila na izrecno zahtevo predsednika Mitterranda zgrajena iz natanko 666 steklenih plošč - bizarna zahteva, ki je bila vedno vroča tema med ljubitelji zarote, ki so trdili, da je 666 Satanovo število«. Pravzaprav, glede na Peijev podatek, Mitterrand ni nikoli navedel števila oken.

## Obrnjena piramida
Obrnjena piramida (Pyramide Inversée) je strešno okno v nakupovalnem središču Carrousel du Louvre pred muzejem Louvre. Videti je kot narobe obrnjena in manjša različica piramide Louvre.

## Prenova
Zasnovana za muzej, ki je privabil 4,5 milijona obiskovalcev na leto, se je piramida izkazala za neustrezno, ko se je obisk Louvra leta 2014 podvojil. Med letoma 2014 in 2017 je bila postavitev preddverja v Cour Napoleonu pod stekleno piramido temeljito preoblikovana, vključno z boljšim dostopom do piramide in prehoda Richelieu.

## Peijeve druge steklene piramide
Pred načrtovanjem piramide v Louvru je Pei vključil manjše steklene piramide v svojo zasnovo za vzhodno stavbo Narodne galerije umetnosti v Washingtonu, D.C., dokončano leta 1978. Več majhnih steklenih piramid, skupaj z vodnjakom, je bilo zgrajenih na trgu med Vzhodno stavbo in že obstoječo zahodno stavbo, ki delujeta kot povezovalni element med obema lastninama in služita kot strešna okna za podzemni atrij, ki je povezoval stavbi. Istega leta, ko se je odprla piramida v Louvru, je Pei vključil velike steklene piramide na strehe pisarniškega kompleksa IBM Somers, ki ga je zasnoval v okrožju Westchester v New Yorku. Pei se je ponovno vrnil h konceptu steklene piramide v Dvorani slavnih rokenrola v Clevelandu v Ohiu, odprti leta 1995.

## Predhodnica v Louvru
Leta 1839 so po poročanju nekega časopisa na slovesnostih v spomin na »veličastno revolucijo« leta 1830 »grobnice Louvra prekrile s črnimi zastori in jih krasile tribarvne zastave. Spredaj in na sredini je bil postavljen odrešen spomenik piramidaste oblike in na vrhu z nagrobno vazo«.